# Estufado
O ensopado ou estufado é uma técnica culinária que consiste em preparar alimentos, principalmente carne, numa panela com pouco líquido, geralmente uma pequena quantidade de gordura e, por vezes, cebola cortada. Distingue-se do assado, por este ser cozinhado em calor seco, dentro de um forno ou na brasa.
Normalmente, a peça de carne – tipicamente uma peça de carne para assar como por exemplo uma perna de borrego ou um acém – é passada rapidamente pela gordura quente para adquirir uma capa tostada e depois juntam-se os restantes ingredientes que fornecem a umidade e deixa-se cozinhar em fogo brando. Os ingredientes extra podem ir de apenas cebola cortada, que fornece um molho grosso e escuro, ervas aromáticas ou alho, até uma variedade de vegetais, grãos previamente cozidos, mariscos e até vinho ou caldo.
Um estufado com a quantidade de ingredientes referida acima assemelha-se a um guisado mas, por não iniciar com um refogado e ter uma cozedura lenta para apurar o molho, tem geralmente um sabor bem diferente do guisado. Em língua inglesa, a palavra que melhor descreve este processo é pot roast (que significa exatamente assar na panela) mas, por não haver na cultura da Europa do norte uma forma de cozinhar com base no refogado, a palavra braising refere-se a todos os alimentos preparados numa panela, incluindo os guisados. Este tipo de estufados tem um grande refinamento na cultura afrikaner (dos sul-africanos de origem francesa ou holandesa) – o potjiekos que significa cozinhar numa panela, mas referindo-se à antiga panela de ferro, o potjie.